# Somerset Folk Harp Festival
Unter dem Motto „Narrow Your Focus - Expand Your Horizon“ findet seit 2001 in den USA, aktuell (2013) im Bundesstaat New Jersey, alljährlich im Sommer ein mehrtägiges Folk-Harp-Festival mit Schwerpunkt auf der Hakenharfe statt. Das Festival ist Treffpunkt für Profi- und Freizeit-Harfenspieler aus aller Welt. Es gibt sowohl Konzerte als auch Kurse verschiedenster Stilrichtungen für Anfänger und Fortgeschrittene. Weiters stellen zahlreiche Harfenbauer ihre Instrumente aus, es gibt Noten und allerlei Zubehör für die Harfe. Eine Besonderheit ist auch, dass potentielle Harfenkäufer ihre bevorzugte Harfe „blind“ aussuchen können: Die einzelnen Harfen werden hinter einem Vorhang gespielt und können so nur nach ihrem Klang beurteilt werden.
Gegründet wurde das Festival von Gerry Serviente. Ursprünglich war gedacht, es in den Jahren, in denen die Harp Con der International Society of Folk Harpers and Craftsmen pausiert, stattfinden zu lassen. Jedoch war das erste Somerset Folk Harp Festival ein derartiger Erfolg, dass beschlossen wurde, es jährlich zu veranstalten. Der Name leitet sich vom Ort Somerset (New Jersey) ab, an dem das Festival die ersten Jahre stattfand. Mit einer Ausnahme in San José (Kalifornien) gastierte es immer an der Ostküste.
Regelmäßige Kursleiter sind Maeve Gilchrist, Alfredo Rolando Ortiz, Kim Robertson, Angel Tolosa, Louise Trotter und zahlreiche andere.